# بیست و چهار هفت (فیلم)
بیست و چهار هفت (انگلیسی: Twenty Four Seven) فیلم درام به کارگردانی شین مدوز است که در سال ۱۹۹۷ منتشر شد. از بازیگران آن می‌توان به باب هاسکینز، بروس جونز، و فرانک هارپر اشاره کرد.

## بازیگران
- باب هاسکینز در نقش آلن دارسی
- دنی نوسباوم در نقش تیم
- جیمز کوردن در نقش وولف من نایتی
- فرانک هارپر در نقش رونی مارش
- آنت بدلند